# Kara Dag

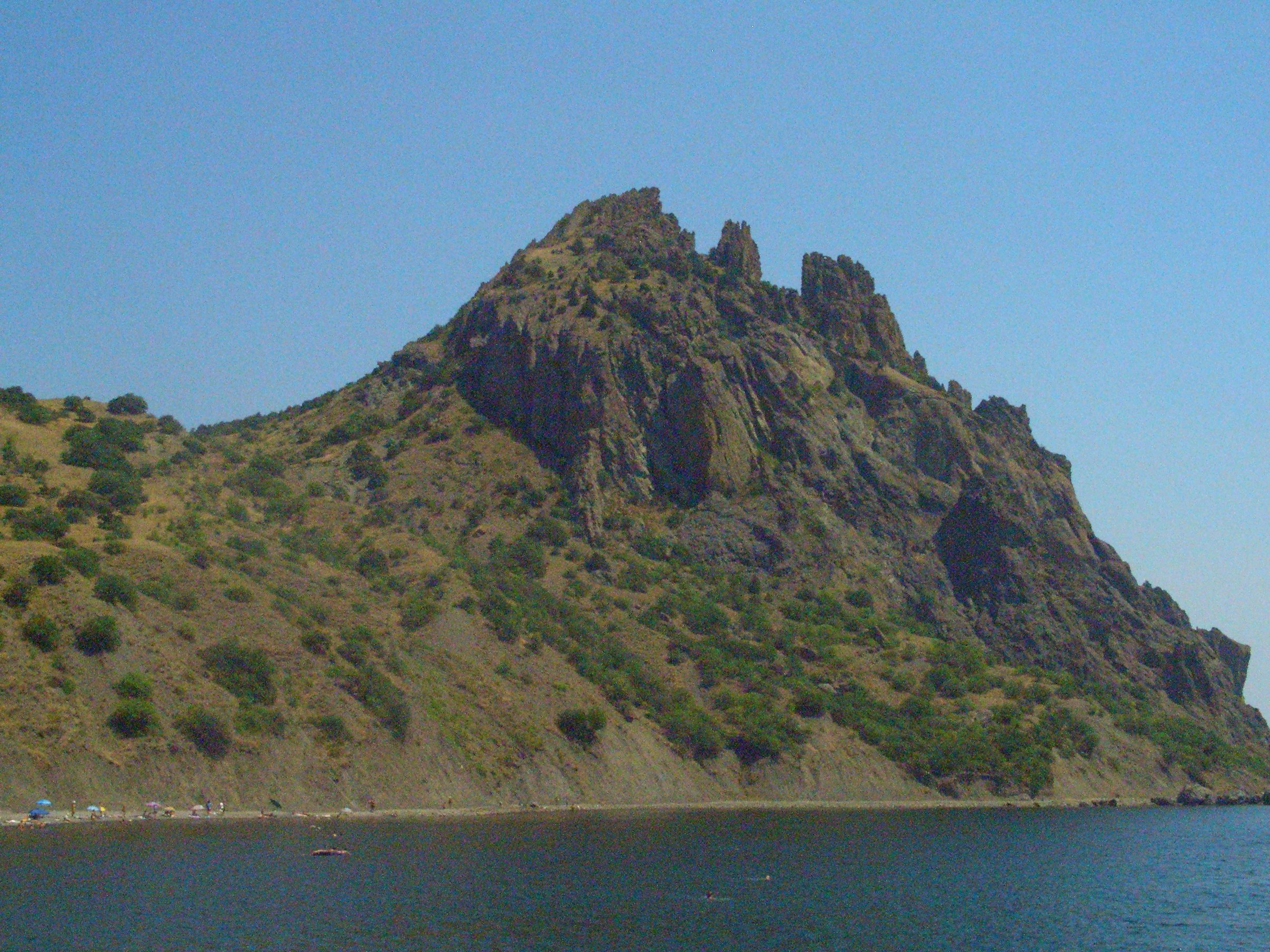
Kara Dag

Kara Dag (krimtatarisch Qara Dağ ‚Schwarzer Berg‘) ist ein Felsmassiv auf der Halbinsel Krim an der Küste des Schwarzen Meers.

## Beschreibung

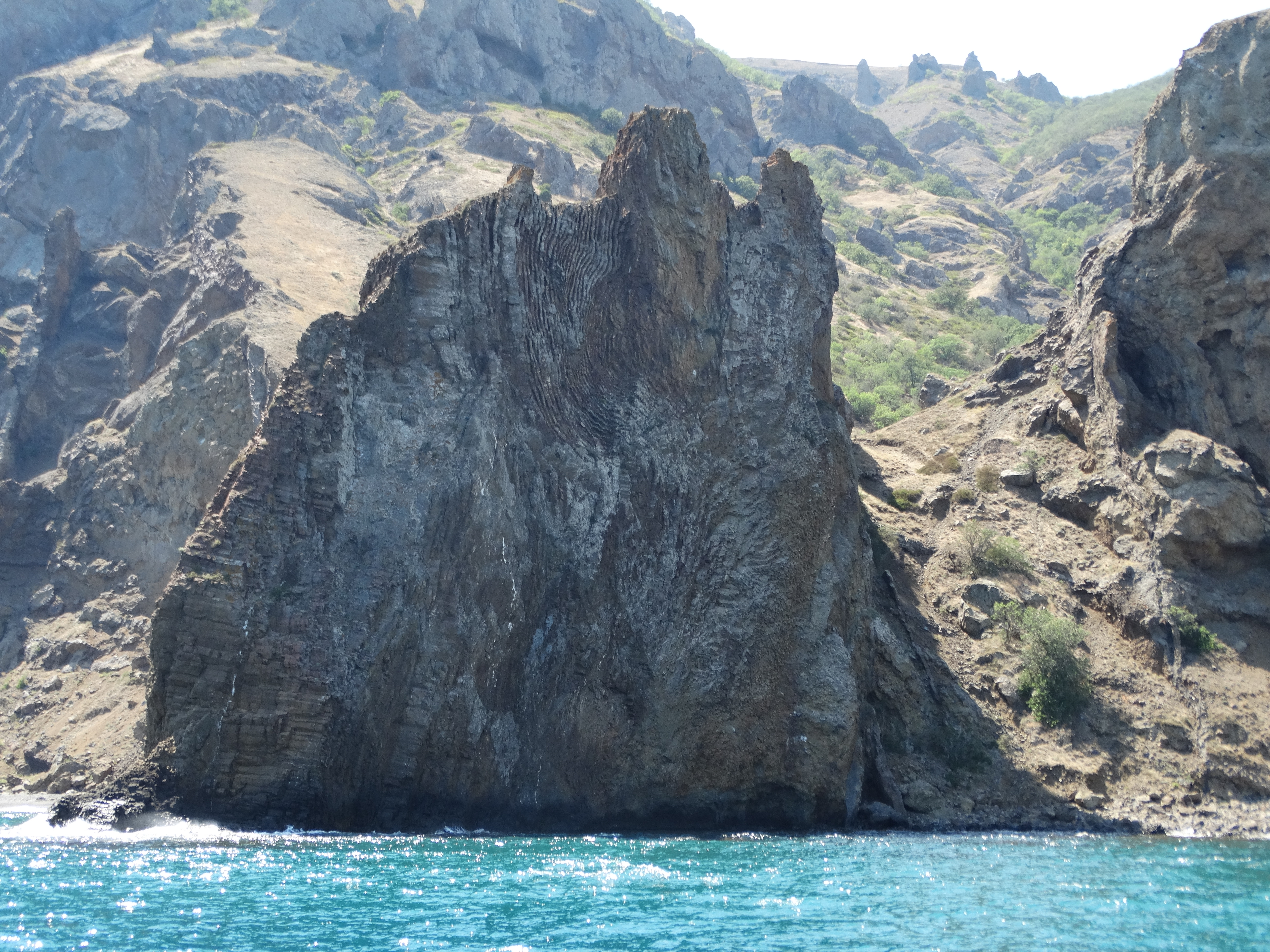
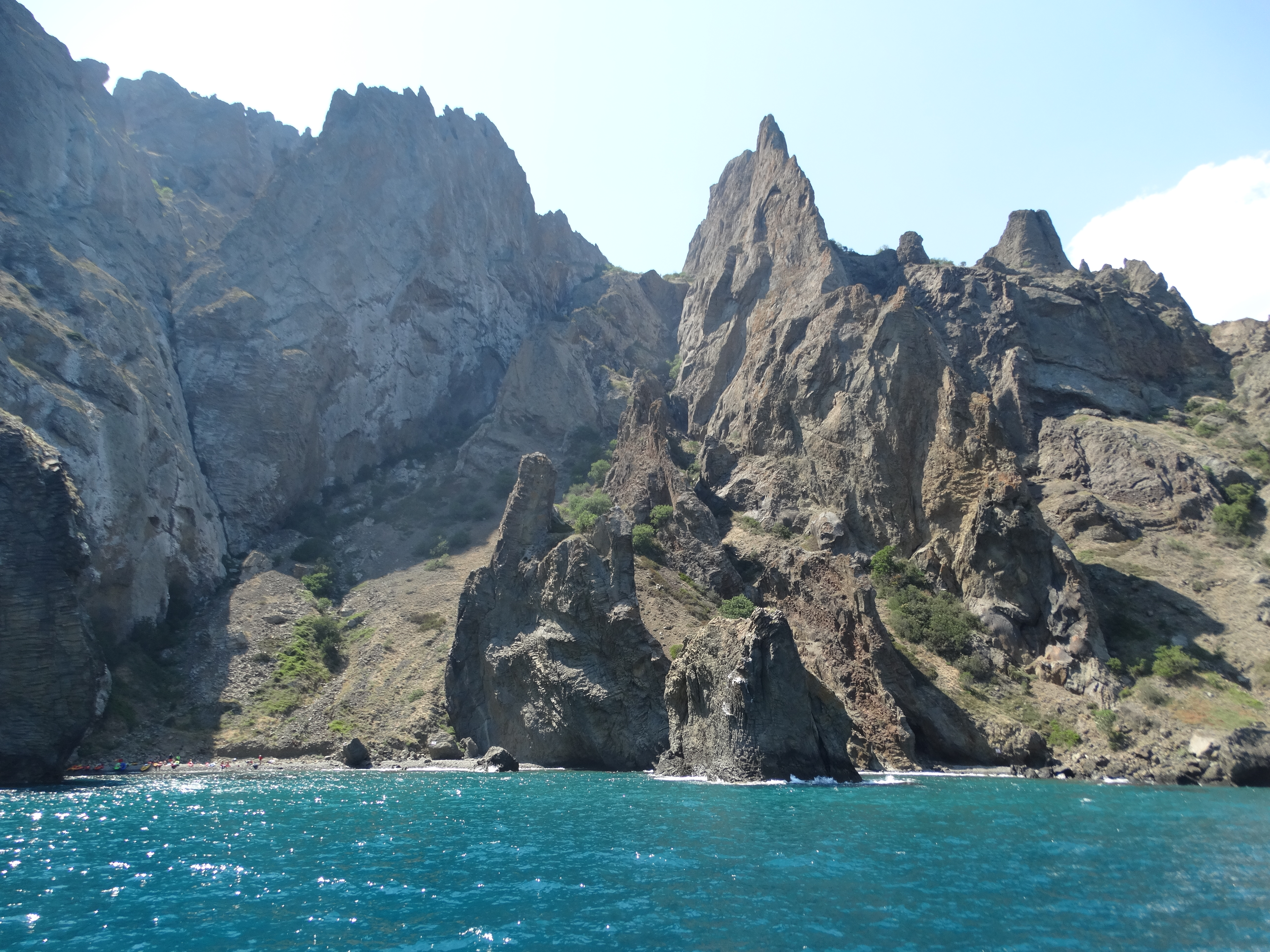
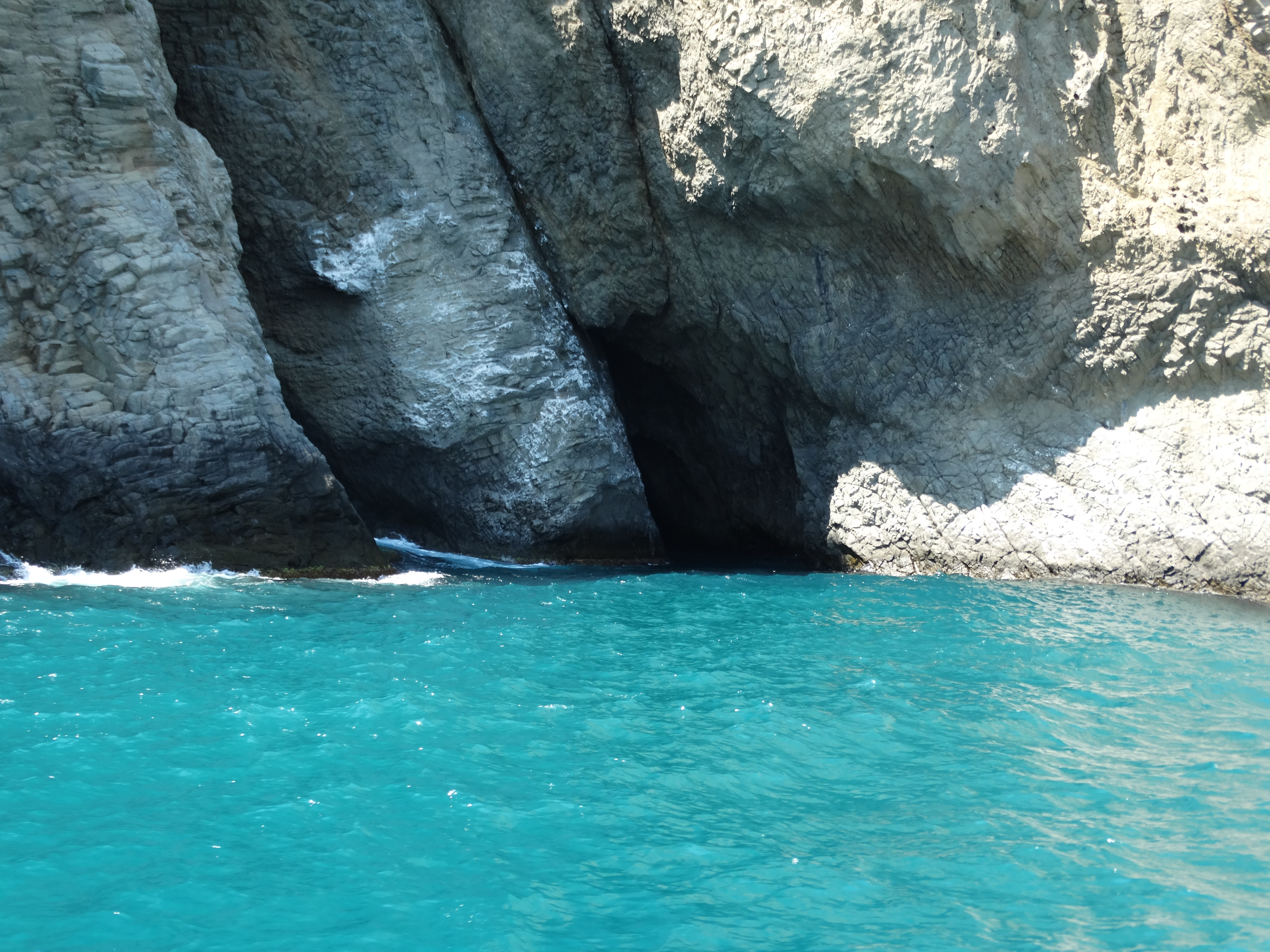
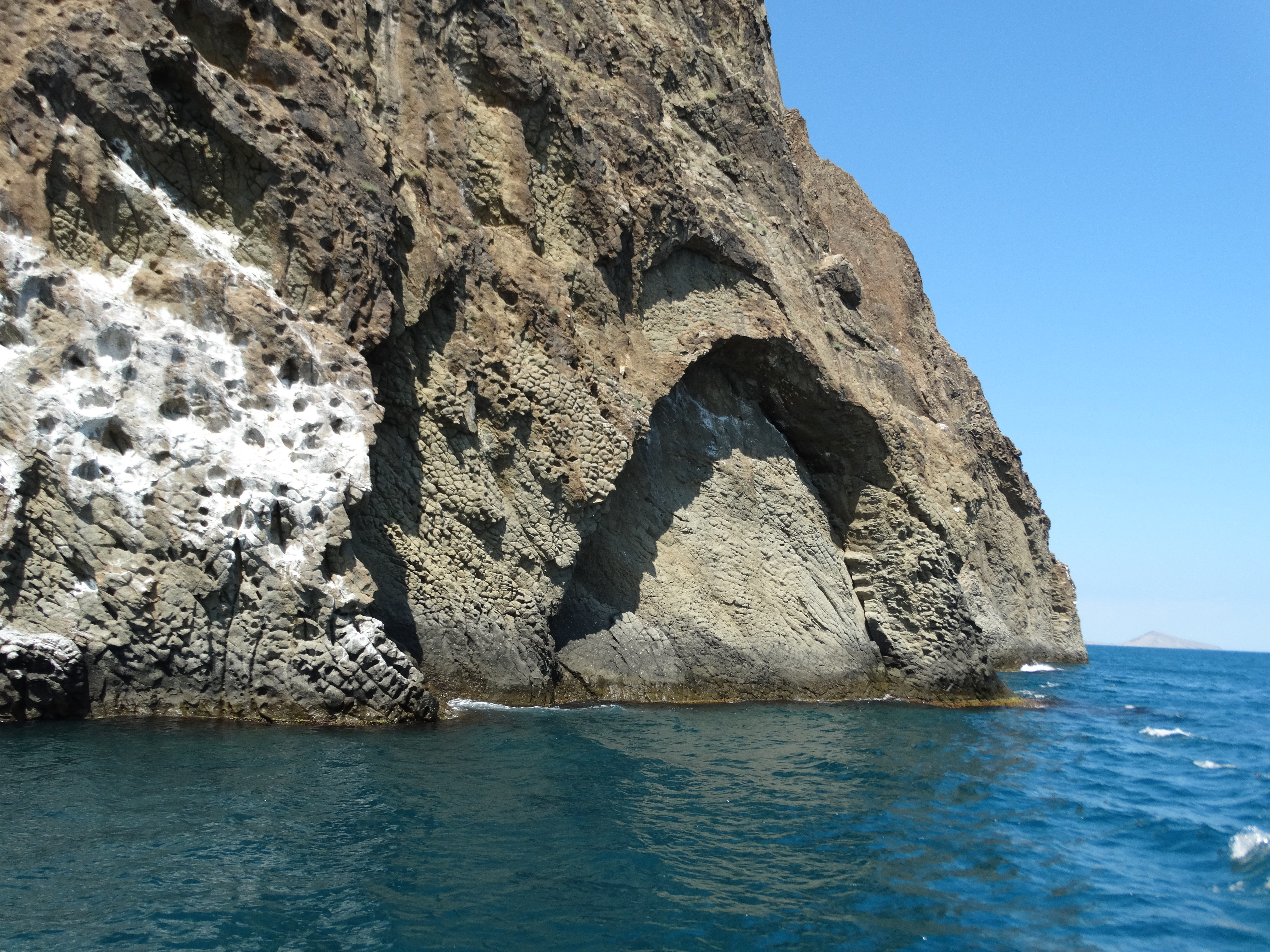
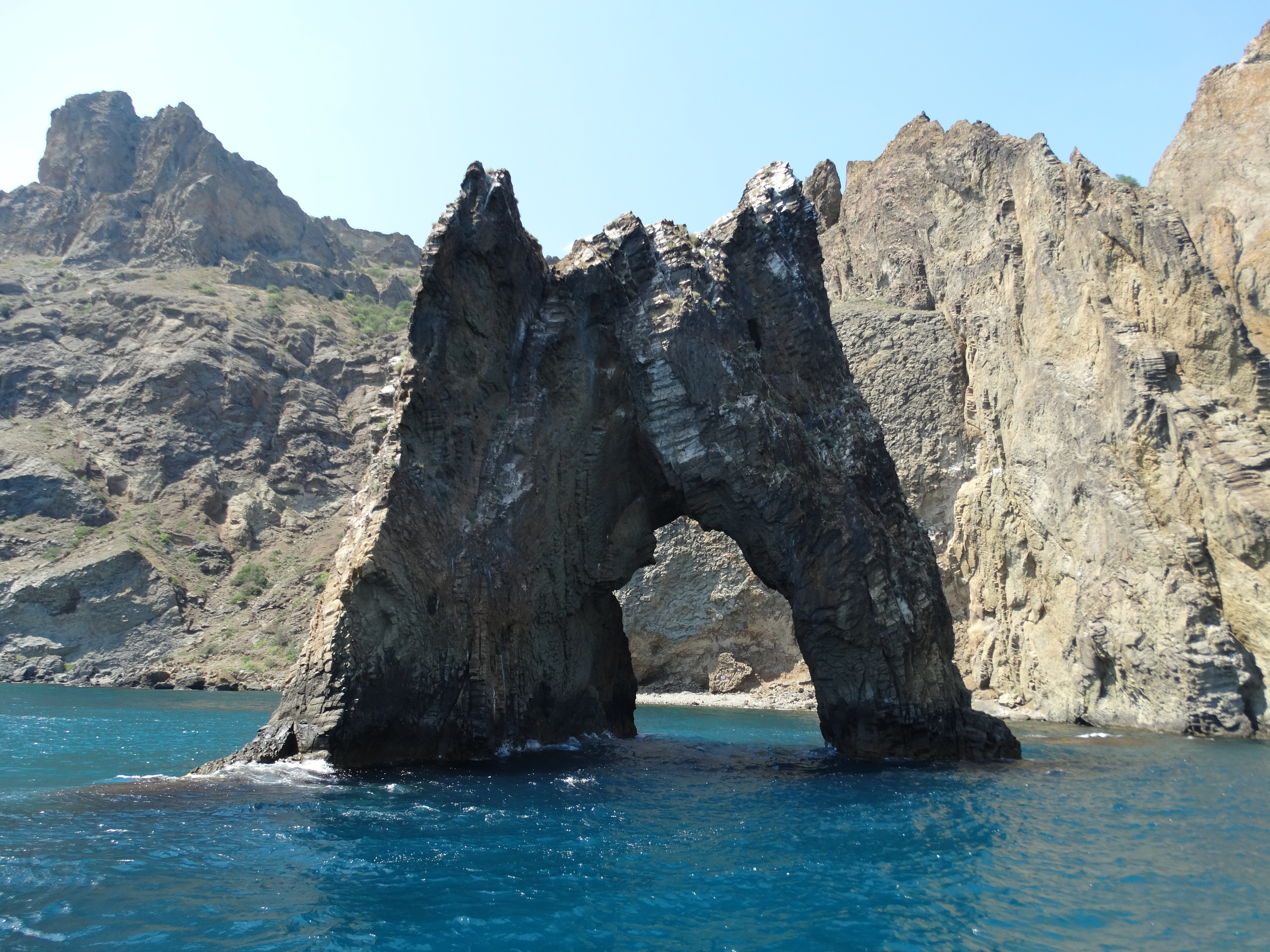

Das Felsmassiv ist vulkanischen Ursprungs und steigt bis zu einer Höhe von 577 Metern aus dem Meer auf. Es liegt zwischen den Küstenorten Kurortnoje und Koktebel im Süden des Stadtkreises von Feodossija.
Etwa 2874 ha Küstengebiet und 809 ha Küstengewässer bilden seit 1979 das Naturschutzgebiet Kara Dag. 2001 stand der Kara Dag auf der Tentativliste der Ukraine als Vorschlag zur Aufnahme als Naturerbestätte in das UNESCO-Welterbe.